# سرود کریسمس ماپت
سرود کریسمس ماپت (انگلیسی: The Muppet Christmas Carol) فیلمی آمریکایی در سبک موزیکال به کارگردانی برایان هنسون است که در سال ۱۹۹۲ منتشر شد. از بازیگران آن می‌توان به مایکل کین، استیون مکینتاش، جری نلسن، و فرانک اوز اشاره کرد.